# Elezioni parlamentari in Finlandia del 1933
Le elezioni parlamentari in Finlandia del 1933 si tennero dal 1º al 3 luglio per il rinnovo dell'Eduskunta.
Il primo ministro Kivimäki condusse un governo di destra di minoranza. Nonostante la vigorosa campagna elettorale dell'Alleanza Elettorale Patriottica, solo un sesto dei votanti la supportarono. Il primo ministro Kivimäki continuò il suo ruolo anche dopo le elezioni, supportato da Svinhufvud e da molti socialdemocratici e agrari.

## Risultati
| Liste                                                            | Voti      | %     | Seggi | Differenza | Differenza | Differenza |
| Liste                                                            | Voti      | %     | Seggi | Voti       | %          | Seggi      |
| ---------------------------------------------------------------- | --------- | ----- | ----- | ---------- | ---------- | ---------- |
| Partito Socialdemocratico Finlandese                             | 413.551   | 37,33 | 78    | +27.525    | +3,2       | +12        |
| Lega Agraria                                                     | 249.758   | 22,54 | 53    | -58.522    | -4,7       | -6         |
| Partito di Coalizione Nazionale - Movimento Patriottico Popolare | 187.527   | 16,93 | 18/14 | -16.431    | -1,1       | -24/–      |
| Partito Popolare Svedese                                         | 115.433   | 10,42 | 21    | +2.115     | +0,4       | +1         |
| Partito Progressista Nazionale                                   | 82.129    | 7,41  | 11    | +16.299    | +1,6       | –          |
| Partito dei Piccoli Proprietari di Finlandia                     | 37.544    | 3,39  | 3     | +16.661    | +1,5       | +2         |
| Partito Popolare                                                 | 9.390     | 0,85  | 2     | –          | –          | –          |
| Lista per i Lavoratori                                           | 2.667     | 0,24  | –     | –          | –          | –          |
| Organizzazione Popolare di Finlandia                             | 2.103     | 0,19  | –     | –          | –          | –          |
| Lista dei Veri Finlandesi e delle Persone di Temperanza          | 1.476     | 0,13  | –     | –          | –          | –          |
| Lega Nazionalsocialista di Finlandia                             | 1.406     | 0,13  | –     | –          | –          | –          |
| Altri                                                            | 1.898     | 0,17  | –     | -20        | –          | -          |
| Totale                                                           | 1.107.823 |       | 200   | -22.205    |            |            |